# Châteaugay
Châteaugay – miejscowość i gmina we Francji, w regionie Owernia-Rodan-Alpy, w departamencie Puy-de-Dôme.
Według danych na rok 1990 gminę zamieszkiwało 3050 osób, a gęstość zaludnienia wynosiła 336 osób/km² (wśród 1310 gmin Owernii Châteaugay plasuje się na 65. miejscu pod względem liczby ludności, natomiast pod względem powierzchni na miejscu 845.).